# Head-up display
Een head-up display (HUD) is een systeem waarbij informatie die normaal op een instrument moet worden afgelezen, rechtstreeks wordt geprojecteerd in het gezichtsveld. Deze techniek werd oorspronkelijk ontwikkeld voor militair gebruik, meer bepaald in jachtvliegtuigen. De piloot hoeft dan niet meer zijn ogen van de omgeving naar het instrumentenbord te bewegen, maar kan continu zijn aandacht wijden aan de situatie in de lucht en tegelijk op de hoogte blijven van de meest essentiële gegevens. De techniek is later ook bij helikopters ingevoerd. SpaceX heeft het in het vizier van hun EVA-ruimtepak geïmplementeerd.

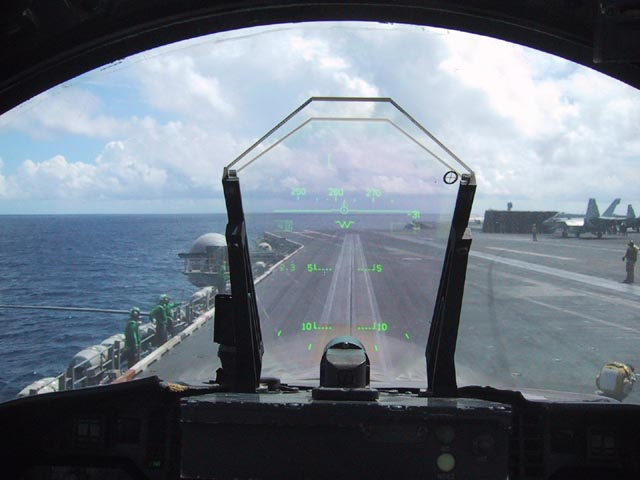
HUD van een F/A-18C.

De klassieke HUD projecteert een beeld op een vaste doorzichtige lens die vóór de ogen van de piloot is geplaatst. Deze techniek werd reeds in de jaren veertig ontwikkeld. Het beeld is gefocusseerd op "oneindig". Het beeld kan afkomstig zijn van een CRT (cathode ray tube, beeldbuis), van een lcd (liquid-crystal display), van een laserprojectie en dergelijke.
Een andere techniek projecteert de gegevens rechtstreeks op het vizier van de helm van de piloot, door middel van een miniatuur-projector en lens gemonteerd op de helm. 
Een experimentele techniek gebruikt een laser van laag vermogen om de informatie rechtstreeks op het netvlies van de piloot te schrijven.
Ook automobielbouwers hebben de HUD-techniek ingevoerd, waarbij informatie zoals snelheid, of (met de nieuwe gps-technieken) de te volgen weg op de voorruit van de wagen wordt geprojecteerd. De chauffeur hoeft dan om zijn snelheid en dergelijke te kennen zijn blik niet van de weg af te nemen, wat voor een verhoogde veiligheid zou moeten zorgen. De eerste met deze techniek geproduceerde auto's waren in 1988 de Oldsmobile Cutlass en de Pontiac Grand Prix. In het jaar 2000 introduceerde Cadillac (Cadillac DTS) "night vision" (nachtzicht-assistentie), wat via het Head-up display werd geprojecteerd op de voorruit voor de bestuurder. Momenteel wordt de techniek van Head-up display onder meer aangeboden op de Corvette, Cadillac STS, Cadillac ATS en de BMW 3- en 5-Serie.
De head-up display bestaat ook in een speciaal helmvizier voor motorrijders, autocoureurs, parachutisten enz.
Het werd ontwikkeld door Design Works USA, een onderdeel van BMW’s California Innovation Triangle (CIT), maar ook het bedrijf Headsup BV levert dergelijke systemen. In dit helmvizier is een lcd-kleurenschermpje opgenomen waarop alle dashboardfuncties zoals snelheid, toerental, versnellingsindicator en richtingaanwijzer indicatoren zijn weergegeven, inclusief verkeers- en route-informatie en gps-gegevens.